# Mathieu van Roggen jr.

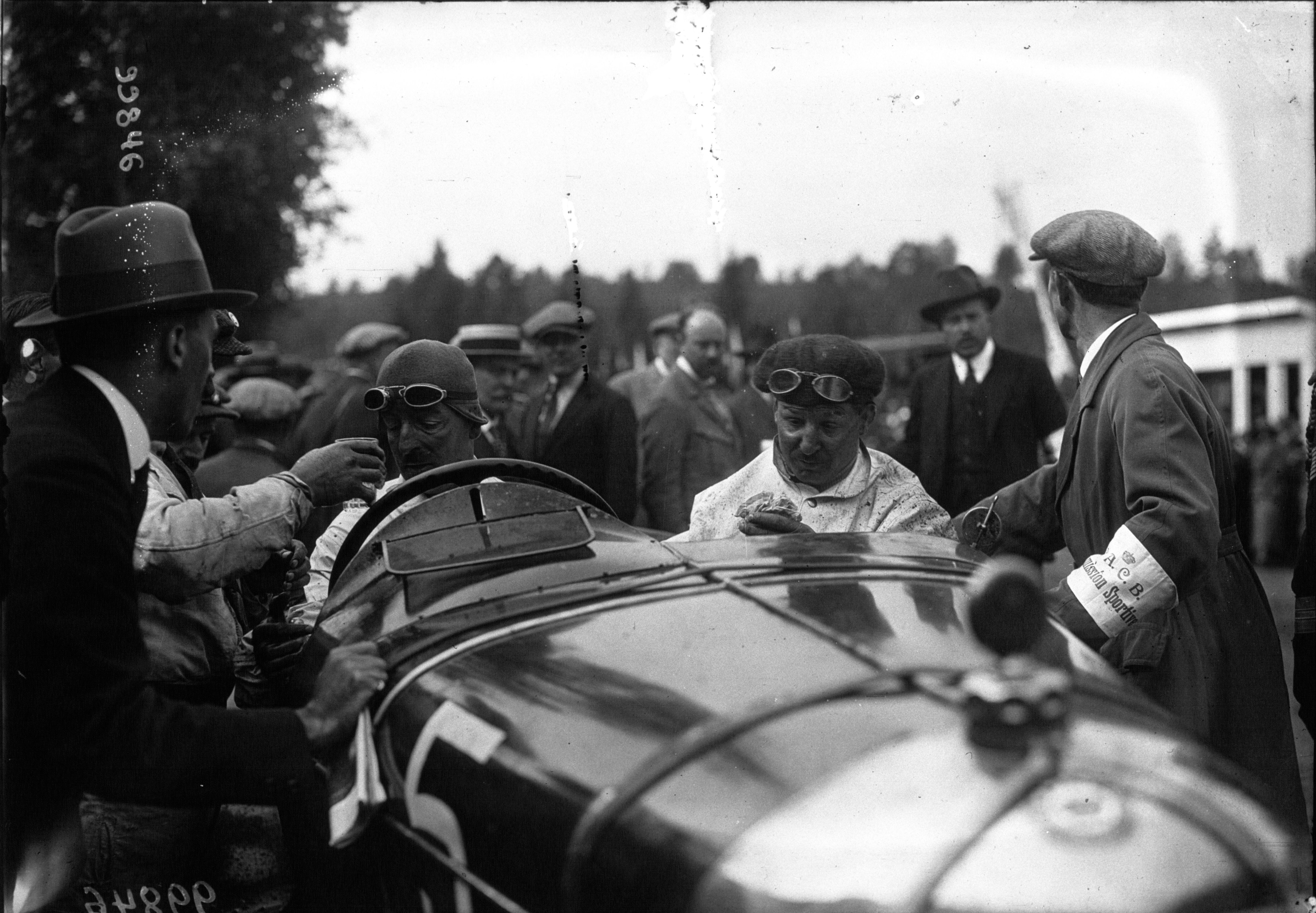
Mathieu van Roggen (met hoed links) en de Tornaco op Belgische Grand Prix 1922.

Mathieu van Roggen jr. (Sprimont, 1 november 1890 - Schaarbeek, 4 januari 1980) was een Belgische ingenieur, uitvinder en industrieel. Hij was directeur van de Belgische autofabrieken Teixeira, Imperia en Minerva. 

## Levensloop

### Jeugd en eerste werkervaring
Van Roggen was de zoon van de gelijknamige Mathieu van Roggen (1863–1909) en de ook uit Nijmegen afkomstige Jeannette-Françoise-Joséphine Blom (1868-1956). Hij groeide op in Sprimont, waar hij nog lang bleef wonen. Na z'n vaders overlijden kreeg hij met z'n moeder de leiding in het familiebedrijf La Société anonyme des Carrières de Sprimont, die een plaatselijke steengroeve en elektriciteitscentrale exploiteerde.
Van Roggen's eigen interesse ging meer uit naar de mechanica en werktuigbouw. Rond 1910 investeerde hij in een kleine autobouwwerkplaats Ateliers Teixeira Automobiles in Prayon. Met de Portugees/Belgische broers Alfredo en Henrique Teixeira produceerde ze wagens in het Belgische Trooz, nabij Luik.
In de Eerste Wereldoorlog oorlog vestigde Van Roggen zich in Engeland, waar hij vliegtuigpiloot werd. Na de oorlog keerde hij terug naar Sprimont, waar hij de kleine autofabriek opnieuw opstartte.

### Verder werk in het interbellum

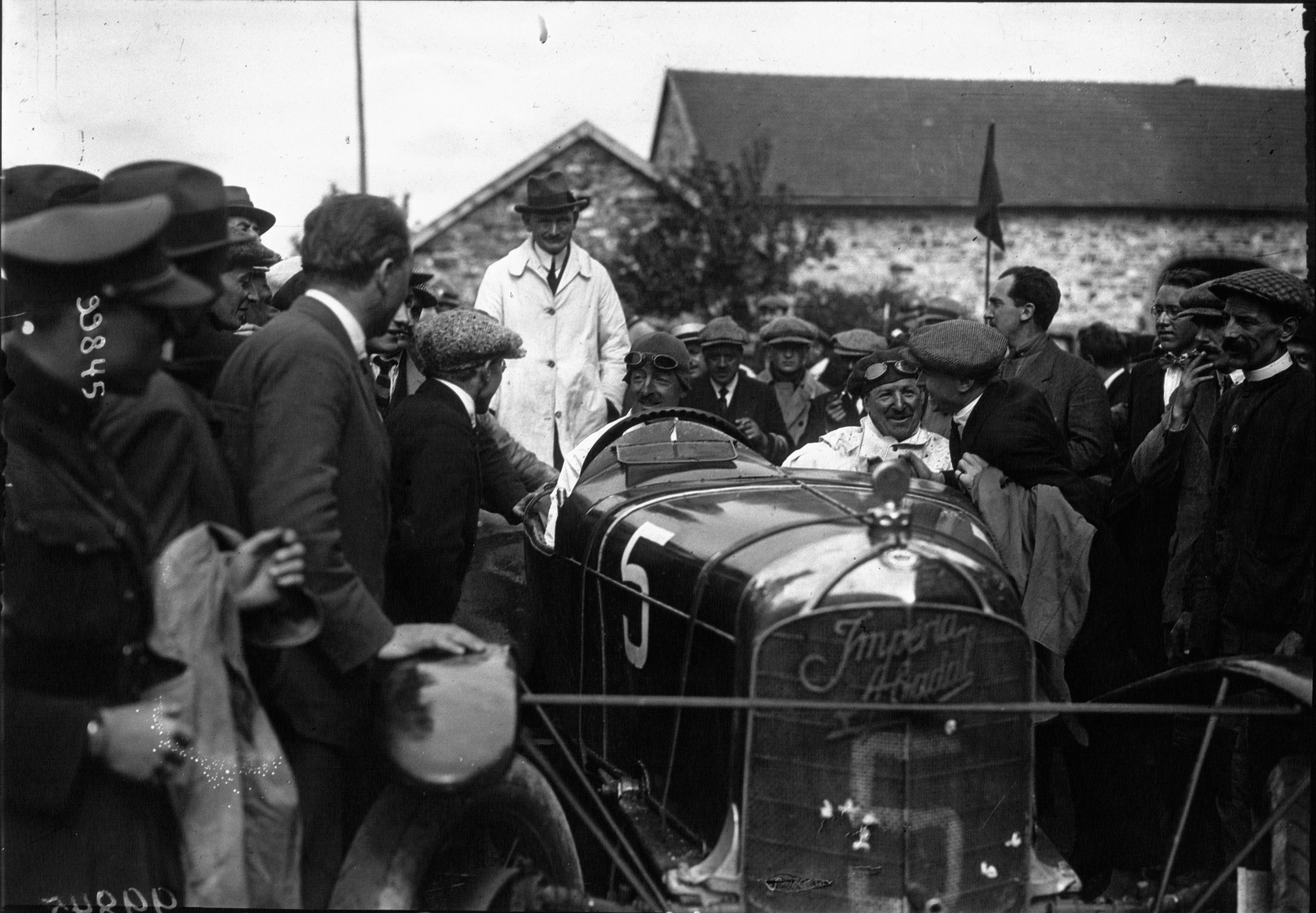
Imperia-Abadal in 1922 met Van Roggen en Couchard (met pet) op de rug gezien.

In 1920 nam Van Roggen in Nessonvaux de autofabriek van Springuel-Impéria over, die sinds 1905 het Imperia automerk produceerde. Het autobedrijf stond bekend om z'n krachtige motor, maar was na de oorlog nauwelijks meer van de grond gekomen. De eerste twee jaar vanaf eind 1920 produceerden ze zo'n 200 auto's.
De samenwerking met de ingenieur en voormalig directeur Arnold Couchard was bijzonder succesvol. Ze brachten een nieuw Imperia-Abadal model op de markt, waarmee ze in 1922 de eerste Belgische Grand Prix wonnen op het toen net geopende circuit van Francorchamps. Met de nieuwe door Couchard ontworpen motor 8/12 HP braken ze in 1924 een snelheidsrecord.
De nieuwe 8/12 HP bleek een robuste en zuinige motor, waarmee ze een kleine bedrijfswagen op de markt brachten. De productie steeg en meer middenklasse auto's volgden. Van Roggen nam later in de jaren 1920 meerdere Belgische automerken, die niet meer mee konden, over. Het begon met Excelsior, Nagant en Métallurgiques.
In de jaren 1930 raakte hij ook betrokken bij de autofabriek van Minerva. Dit bedrijf was in de financiële problemen gekomen in de crisistijd en door overlijden van de oprichter Sylvain de Jong in 1928. Vlak voor de uitbraak van de Tweede Wereldoorlog werd hij echter uitgekocht door zakenmensen uit Verviers.

### Na de Tweede Wereldoorlog
Na de oorlog richtte hij het bedrijf Nieuwe Maatschappij Minerva N.V. op. Zij bouwde in licentie terreinwagens van Land Rover in opdracht van het Belgisch leger. Hiernaast werden er tientallen civiele Land Rovers gebouwd in licentie voor de exportmarkt van Belgisch Kongo, Portugal, Brazilië tot Australië.
Later vestigde hij zich in Schaarbeek nabij Brussel. 